# Viticus
Viticus es una banda de hard rock argentino formada en 2002 por el músico Vítico.

## Biografía
Viticus es el proyecto personal de Vitico, bajista de la legendaria banda Riff, que remite al hard rock de fines de los década de 1970', con influencias de blues y rock sureño.
En 2003 publican su álbum debut llamado Viticus que contenía 12 canciones.
En marzo de 2006 lanzaron Super, el segundo trabajo discográfico, que incluye diez temas propios, dos covers (de Robert Johnson y de Willie Dixon) y una grabación en vivo en el Estadio Obras Sanitarias de "Mucho por hacer". Por este trabajo fueron nominados como "Mejor Artista Rock Revelación" en los Premios Gardel 2007, perdiendo ante Rubén Rada.
En 2008 llegó Viticus III, su tercer trabajo discográfico, que fue presentado en Buenos Aires, Córdoba, Rosario y en varios festivales, como el Pepsi Music, tocando en el escenario principal.
Rock local es lanzado en 2011. Fue producido por Sebastián Bereciartúa, sobrino de Vitico, y contiene 12 nuevas canciones. La formación para este disco fue el quinteto Vitico, Nicolás Bereciartúa, Sebastián Bereciartúa, Ariel Rodríguez y Jerónimo Sica, pero también contó con Gustavo Rowek y Javier "pupi" Salerno como invitados. Nicolás Bereciartúa al abandonar la banda fue reemplazado por el nuevo guitarrista Gaston Videla.
En  2017 luego del lanzamiento de "Equilibrio", Sebastián Bereciartúa abandona la banda, constituyéndose desde ese entonces en un power trio, aunque a principios del 2018 regresa a la banda Nicolás Bereciartúa en guitarra.

## Discografía
- Viticus (2003)
- Super (2006)
- Viticus III (2008)
- Voy a salir a buscarte (DVD)(2010)
- Rock local (2011)
- V10 CLASICO  (CD+DVD) (2013)
- Equilibrio (2017)